# Lambert van Nistelrooij
Lambertus Jacobus Jozef van Nistelrooij, dit Lambert van Nistelrooij (nom prononcé en néerlandais : [vɑn ˈnɪstəlroːi̯]), né le 9 mars 1953 à Nuland, est un homme politique néerlandais, membre de l'Appel chrétien-démocrate (CDA) et député européen de 2004 à 2019. 

## Biographie

### Engagement municipal et provincial
Géographe de profession diplômé de l'université Radboud de Nimègue (1974), il travaille pour la municipalité de Tilbourg de 1979 à 1983 puis jusqu'en 1988 pour la province de Gueldre. Il est élu au conseil municipal de Nuland et siège en 1978 puis aux États provinciaux du Brabant-Septentrional de 1982 à 1991. Membre de la députation provinciale de 1991 à 2003, il est chargé de la santé publique, de la politique pour les personnes âgées, du logement, de l'urbanisme et de la visibilité internationale. Il siège pour la province au sein du Comité européen des régions de 1995 à 2003. 

### Parlement européen

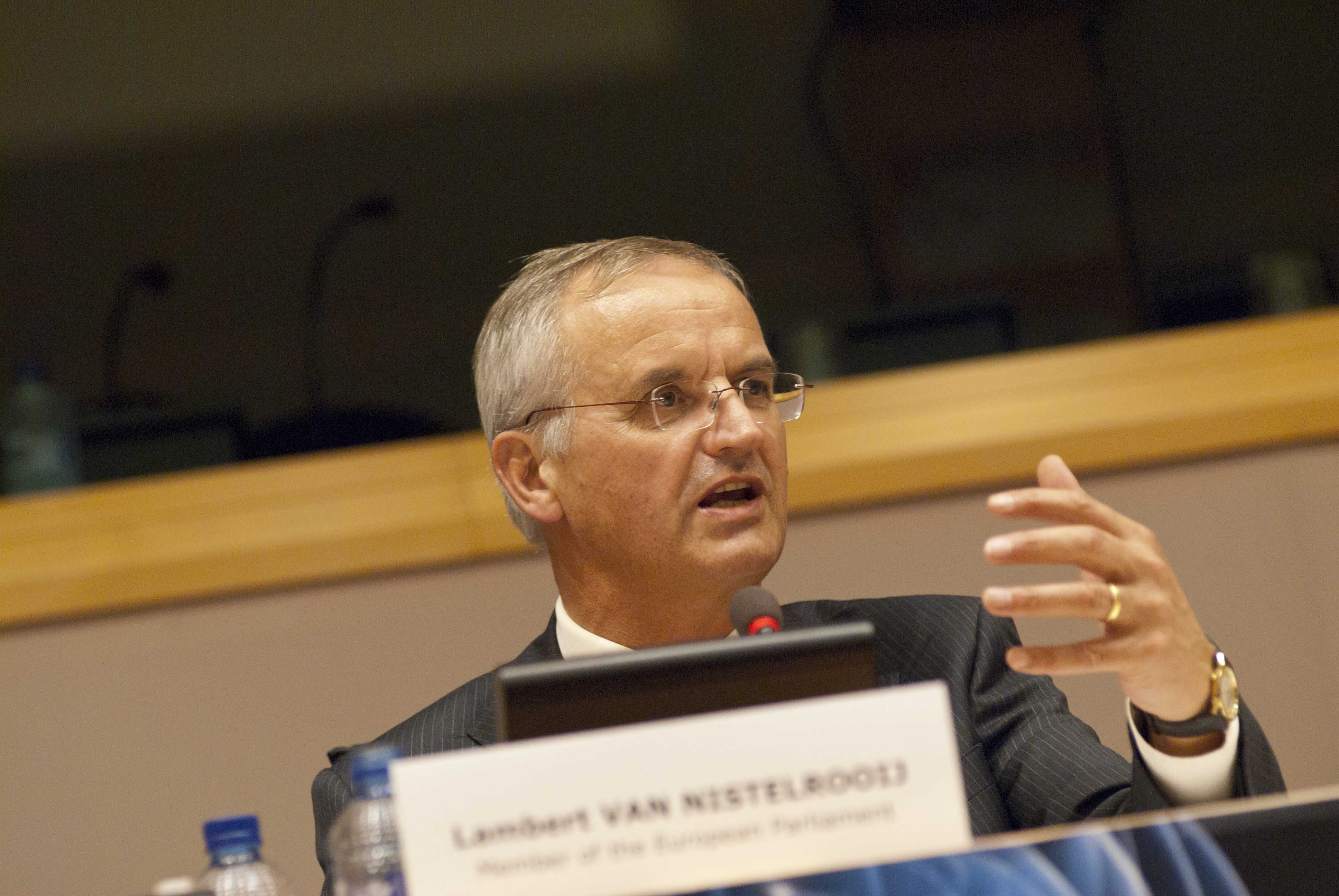
Van Nistelrooij au Parlement européen, en 2011.

Après une vice-présidence et présidence de l'Assemblée des régions d'Europe entre 1992 et 2003, il préside, entre 2004 et 2009, l'Association des régions frontalières européennes (ARFE). Il élu au Parlement européen lors des élections européennes de 2004, réélu lors des élections de 2009 et 2014. En tant que député européen, il siège dans la commission du développement régional et est membre de la délégation pour les relations avec les pays d'Asie du Sud (DSAS).
Van Nistelrooij est rapporteur des Fonds structurels européens et du Fonds européen d'investissement pour la période allant de 2014 à 2020, pour un budget total de plus de 222 milliards d'euros. Il n'est pas candidat à une troisième réélection lors des élections européennes de 2019, estimant qu'il « est temps pour une nouvelle génération ».

## Distinction
- Chevalier de l'ordre d'Orange-Nassau[1].